# بريد بيروت (رواية)
بريد بيروت هي الرواية الثالثة للروائية اللبنانية حنان الشيخ. صدرت الرواية سنة 1992، وتدور أحداثها في بيروت إبان الحرب الأهلية اللبنانية.

## الترجمة الإنجليزية
ترجمت الرواية إلى الإنجليزية بواسطة المترجمة والأكاديمية البريطانية كاثرين كوبهام.